# Melanagromyza sanctijohanni
Melanagromyza sanctijohanni är en tvåvingeart som beskrevs av Garg 1971. Melanagromyza sanctijohanni ingår i släktet Melanagromyza och familjen minerarflugor. Inga underarter finns listade i Catalogue of Life.